# Шкумат Юрій Миколайович
Шкумат Юрій Миколайович (нар. 25 вересня 1987, смт. Дубов'язівка, Конотопський район, Сумська область, УРСР — пом. 1 листопада 2022, Сумська область, Україна) — учасник російсько-української війни, головний сержант 3-го прикордонного загону імені Героя України полковника Євгенія Пікуса (у рамках кампанії «Гвардія наступу» став бригадою та отримав назву «Помста».), Державна прикордонна служба України.

## Життєпис
Народився 25 вересня 1987 року в смт. Дубов'язівка, Конотопський р-н, Сумська область. 
В 1994 році пішов до 1 класу Дубов'язівської спеціалізованої школи І-ІІІ ступенів. У 2005 році закінчив 11 класів, вступив на навчання до Сумського державного університету, який закінчив у 2009 році. Здобув кваліфікацію "Інженерна механіка" за фаховим спрямуванням технологія машинобудування.
З дитинства захоплювався риболовлею та мото і автотехнікою.
В 2014 році вступив до Головного центру підготовки особового складу Державної прикордонної служби України імені генерал-майора Ігоря Момота та у жовтні цього року підписав перший контракт про проходження військової служби в Державній прикордонній службі України.
З 2021 р. проходив військову службу в 3-му прикордонному загоні імені Героя України полковника Євгенія Пікуса на військовій посаді головний сержант.
У 2021 році отримав посвідчення “Учасник бойових дій”.
З перших днів повномасштабного вторгнення російських військ на територію України, Шкумат Юрій Миколайович, боронив нашу державу на кордоні Донецької та Луганської областей. З серпня 2022 року був направлений на укріплення Сумського кордону.

## Військові звання
- Головний сержант (з 2021)

## Особисте життя
У Юрія залишилися дружина, донечка, батьки та брат. 

## Нагороди та відзнаки
- Медаль «Захиснику Вітчизни» (посмертно)[1][2].

## Загибель
Загинув Юрій Шкумат під час виконання бойового завдання на кордоні Сумщини 1 листопада 2022 року. Похований на кладовищі в смт. Дубов'язівка, Конотопського району, Сумської обл.